# Victor-Louis Focillon
Victor Louis Focillon, né à Dijon le 21 septembre 1849, et mort à Lyon (3e arrondissement) le 19 décembre 1918, est un graveur français.
Il est le père de l'historien d'art Henri Focillon (1881-1943).

## Biographie
Victor Louis Focillon étudie à l’École des beaux-arts de Dijon. Aquafortiste, il pratique la gravure d'interprétation.
Il expose au Salon de Paris en 1876 et y obtient une mention honorable en 1876 et 1889. Il est plusieurs fois primé, il est notamment médaille d'or au Salon de 1908 et à l'Exposition universelle de 1900. Pendant longtemps, il préside la Société des aquafortistes français. Il expose à la Royal Academy de Londres entre 1906 et 1920. Il initie Paul Adrien Bouroux aux techniques de la gravure.

## Œuvres
- Paris, Chalcographie du Louvre :
  - La Toilette, eau-forte et burin, d'après Jean-Baptiste Camille Corot[3] ;
  - Hommage à Delacroix, eau-forte et burin, d'après Henri Fantin-Latour[4].

## Élèves
- Paul Adrien Bouroux
- Pierre Desbois